# Народный писатель Казахской ССР
Народный писатель Казахской ССР — почётное звание Казахской ССР, которое присваивалось писателям за выдающиеся заслуги в развитии казахской советской литературы. 
Почётное звание было утверждено Указом Президиума Верховного Совета Казахской ССР, от 20 января 1984 года. Почётное звание «Народный писатель Казахской ССР» присваивалось прозаикам, поэтам, драматургам, переводчикам, критикам и литературоведам, которые создали высокоидейные художественные произведения и литературоведческие труды, получившие широкое признание, и принимавшим активное участие в общественной жизни, в сближении и взаимообогащении литературы народов СССР.

## Персоналии (год присвоения)
Звания «Народный писатель Казахской ССР» были удостоены:
1. Мусрепов Габит Махмудович (1984)[2]
2. Мустафин Габиден (1984)
3. Снегин Дмитрий Фёдорович (1984)[2]
4. Абдрахманова Турсынхан (1984)[2]
5. Абишев Альжаппар (1985)
6. Молдагалиев Джубан (1985)
7. Нурпеисов Абдижамил (1985)
8. Тажибаев Абдильда (1985)
9. Ергалиев Хамит (1986)
10. Хакимжанова Мариям (1986)
11. Бекхожин Халижан Нургожаевич (1986)
12. Каратаев Марат (1987)
13. Самади Зия Ибадатович (1987)
14. Сарсенбаев Абу (1987)
15. Абилев Дихан (1987)
16. Мауленов Сырбай (1990)
17. Нуршаихов Азилхан (1990)
18. Олжас Сулейменов (1990)